# Paczka (album)
Paczka – pierwszy studyjny album zespołu Krzak, wydany w 1983 roku nakładem wydawnictwa Pronit.
Album zarejestrowano w Studio Polskich Nagrań w Warszawie. Reżyser nagrania – Andrzej Sasin. Operator dźwięku – Andrzej Lupa. Producent – Marcin Jacobson. Foto: Mirosław Makowski. Projekt graficzny: Paweł Władysław Kowalski.
Określono go jako reprezentującego m.in. gatunki blues, rock, blues rock, jazz rock, rock progresywny i art rock.

## Lista utworów
źródło:.
Strona A
1. „Legendarny dziobak” (Leszek Winder) – 3:20
2. „Bunt w ulu” (Leszek Winder, Jerzy Kawalec) – 3:14
3. „Zezowaty kot” (Jerzy Kawalec) – 3:45
4. „Ptak moich marzeń” (Leszek Winder) – 6:20
5. „Korek” (Leszek Winder) – 4:10

Strona B
1. „Kawa Blues” (Jerzy Kawalec) – 7:10
2. „Polowanie na łosia” (Leszek Winder) – 3:30
3. „Tajemniczy świat Mariana” (Apostolis Anthimos, Leszek Winder) – 10:05

Bonusy (wyd. Pomaton EMI 1999)
1. „Drzewo oliwne” – 6:15
2. „Ściepka” – 3:30
3. „Tajemniczy świat Mariana” – 3:30

Bonusy (wyd. Metal Mind Productions / Scena FM 2005)
1. „Drzewo oliwne” – 5:49
2. „Ściepka” – 3:27
3. „Tajemniczy świat Mariana” – 6:19
4. „Tylko kilka minut” – 3:05

## Muzycy
źródło:.
- Leszek Winder – gitara, buzuki
- Andrzej Urny – gitara, harmonijka ustna
- Jerzy Kawalec – gitara basowa
- Andrzej Ryszka – perkusja

gościnnie
- Florian Ciborowski – banjo, skrzypce (5)
- Krzesimir Dębski – skrzypce (3, 4)
- Józef Skrzek – syntezator (1, 8)
- Marek Śnieć – gitara akustyczna (5)